# Gunniopsis propinqua
Gunniopsis propinqua är en isörtsväxtart som beskrevs av R.J. Chinnock. Gunniopsis propinqua ingår i släktet Gunniopsis och familjen isörtsväxter. Inga underarter finns listade i Catalogue of Life.